# Amymoma pulchella
Amymoma pulchella là một loài bọ cánh cứng trong họ Cerambycidae.